# Sotteville-sur-Mer
Sotteville-sur-Mer là một xã thuộc tỉnh Seine-Maritime trong vùng Normandie miền bắc nước Pháp.

### Huy hiệu
| Arms of Sotteville-sur-Mer | The arms of Sotteville-sur-Mer are blazoned: Or, a lion per fess azure and gules, armed and langued counterchanged. |

## Dân số
| 1962                                            | 1968 | 1975 | 1982 | 1990 | 1999 | 2006 |
| ----------------------------------------------- | ---- | ---- | ---- | ---- | ---- | ---- |
| 265                                             | 324  | 318  | 313  | 365  | 388  | 371  |
| Starting in 1962: Population without duplicates |      |      |      |      |      |      |